# Grondwet van Noordrijn-Westfalen
De Grondwet voor het land Noordrijn-Westfalen (Duits: Verfassung für das Land Nordrhein-Westfalen) is het belangrijkste rechtsdocument van deze Duitse deelstaat.

## Geschiedenis
De Grondwet werd op 6 juni 1950 door de Landdag goedgekeurd. Op 18 juni stemden 57% van de kiesgerechtigden met de grondwet in en op 28 juni werd de grondwet ondertekend. De grondwet trad op 11 juli 1950 in werking. Hij is sindsdien ongeveer 20 keer gewijzigd (voor het laatst in 2020).

## Structuur
De grondwet kent een preambule en is opgebouwd uit drie delen: de fundamenten, de grondrechten en de staatsinrichting. In 2013 heeft de Landdag een grondwetscommissie ingesteld met het doel om het derde deel (staatsinrichting) te herschrijven.

### Fundamenten van het land
Artikel 1 bevestigt Noordrijn-Westfalen als deelstaat van de Bondsrepubliek Duitsland. Het tweede lid geeft een grondslag om de vlag en het wapen van de deelstaat bij wet vast te leggen. De wet die dit thans regelt is het Gesetz über die Landesfarben, das Landeswappen und die Landesflagge van 10 maart 1953.
Artikel 2 benoemt de democratie. Het volk uit zijn wil via verkiezingen, petitierecht ('Volksbegehren') en referenda ('Volksentscheide').
Artikel 3 benoemt de drie staatsmachten.
In tegenstelling tot veel andere Duitse grondwetten worden principes als volkssoevereiniteit en rechtsstatelijkheid niet benoemd.

### Grondrechten
De grondwet bevat geen catalogus wat betreft de klassieke grondrechten, maar verklaart de grondrechten in de federale grondwet als direct toepasbaar deelstaatrecht. De grondwet bevat wel een uitgebreide catalogus met sociale grondrechten (artikelen 5 tot en met 29a).

### Staatsinrichting

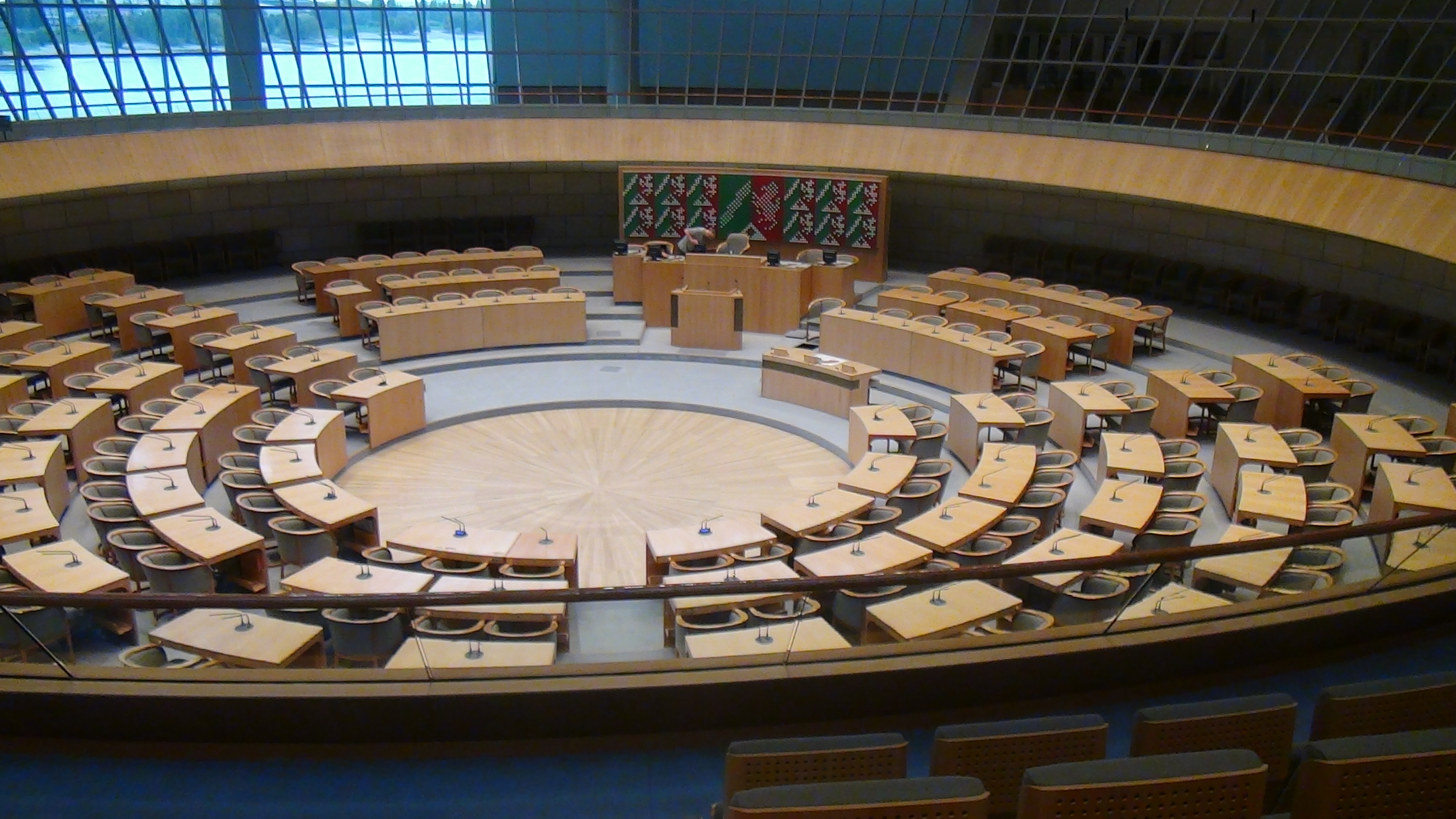
Plenaire zaal van de Landdag in Düsseldorf

#### Landdag
Het eerste hoofdstuk van het derde deel richt de Landdag ('Landtag') in. De Landdag is het parlement van de deelstaat. Het wordt iedere vijf jaar gekozen. Tussentijds kan de Landdag door zichzelf worden ontbonden (zelfontbindingsrecht), maar kan ook worden ontbonden door een referendum op volksinitiatief.
Het (minimum)aantal zetels dat de Landdag telt en de wijze van verkiezen wordt door de gewone wet bepaald. De Landdag telt minimaal 181 leden, waarvan er 128 via kiesdistricten worden verkozen.
Een lid van de Landdag mag niet gelijktijdig lid van de Bondsdag of Bondsregering zijn. Hij mag echter wel gelijktijdig minister van de Landsregering zijn.

#### Regering
Het tweede hoofdstuk richt de Landsregering ('Landesregierung') in. De minister-president wordt gekozen door de Landdag. Uniek in Noordrijn-Westfalen is de regel dat minister-president uit het midden van de Landdag moet worden gekozen. Volgens rechtsgeleerden dient deze bepaling zo te worden geïnterpreteerd dat een eenmaal gekozen minister-president ook lid van de Landdag moet blijven om minister-president te mogen zijn.
De minister-president benoemt en ontslaat de overige ministers. De grondwet voorziet in een constructieve motie van wantrouwen jegens de minister-president.
Op grond van artikel 57 vertegenwoordigt de Landsregering de deelstaat naar buiten toe, maar ze kan deze bevoegdheid overdragen. In 1960 is de vertegenwoordiging aan de minister-president overgedragen en hij wordt derhalve gezien als het staatshoofd van Noordrijn-Westfalen.

#### Wetgeving
De wetgevende macht berust bij de Landdag en in bepaalde gevallen direct bij het volk (volkswetgeving).
Het recht om een wetsvoorstel in te dienen berust bij de Landsregering, leden van de Landdag en bij het volk. Iedere kiesgerechtigde van Noordrijn-Westfalen kan via een zogenoemd Volksbegehren een wetsvoorstel indienen. Als het voorstel aan de eisen voldoet en wordt toegelaten, dan heeft de indiener de steun nodig van acht procent van de kiesgerechtigden (ongeveer 1 miljoen mensen). Hij heeft een jaar de tijd om de benodigde handtekeningen te verzamelen.
Wordt een wetsvoorstel dat door het volk is ingediend, niet goedgekeurd door de Landdag, dan wordt er binnen tien weken een referendum ('Volksentscheid') gehouden. De Landdag kan hierbij ook een alternatief wetsvoorstel aan de kiezers voorleggen. Het referendum is pas geldig als niet alleen de meerderheid van de kiezers, maar ook 15 procent van alle kiesgerechtigden (ongeveer 2 miljoen mensen) het wetsvoorstel goedkeuren.
Voor het wijzigen van de grondwet is een tweederdemeerderheid nodig.

#### Rechtspraak en grondwettelijk hof
Het vierde en vijfde hoofdstuk regelen respectievelijk de rechtspraak en het grondwettelijk hof.

#### Bestuur
Noordrijn-Westfalen kent twee typen bestuur: het landsbestuur ('Landesverwaltung') en het gemeentelijk zelfbestuur ('Kommunale Selbstverwaltung').
Het landsbestuur wordt gevormd door de Landsregering, de ministeries, de Regierungsbezirke en andere overheidsdiensten van het land.
Het gemeentelijk zelfbestuur wordt onder meer gevormd door de (gewone) gemeenten, kreisfreie Städte en gemeenteverbonden zoals Kreise. Ook de twee landschapsverbanden Rijnland en Westfalen-Lippe worden tot de gemeenteverbonden gerekend. Net als in Nederland kennen de gemeenten naast autonomie ook medebewind ('Pflichtaufgaben'). De inrichting van de gemeenten, kreisen en landschapsverbanden wordt geregeld door de Gemeindeordnung für das Land Nordrhein-Westfalen (GO NRW), de Kreisordnung für das Land Nordrhein-Westfalen (KrO NRW) en de Landschaftsverbandsordnung für das Land Nordrhein-Westfalen (LVerbO).

#### Financiën
Hoofdstuk 7 regelt de financiën van de deelstaat. Het voorziet onder meer in een Landsrekenhof (rekenkamer).